# 長昌寺 (新宿区)
長昌寺（ちょうしょうじ）は、東京都新宿区にある曹洞宗の寺院。

## 歴史
1616年（元和2年）、栄岩宗茂大和尚によって開山された。元々は市谷田町に位置していたが外濠造成工事のため、1635年（寛永12年）に現在地に移転した。
当寺は、幸いにも1923年（大正12年）の関東大震災や1945年（昭和20年）の空襲の被害に遭わずに済んだ。そのため、1851年（嘉永4年）に建てられた木造の本堂のままであったが、老朽化のため1996年（平成8年）に新築された。
墓地には、僧侶で仏教学者の原坦山の墓がある。

## 交通アクセス
- 都営地下鉄大江戸線牛込柳町駅より徒歩5分。
- 新宿駅西口よりバス(都営バス　白61系統)「薬王寺町」下車